# オホーツクとっかりセンター
オホーツクとっかりセンターは北海道紋別市海洋公園2番地にある日本で唯一の海獣専門保護施設。

## 概要
名前の「とっかり」は「アザラシ」を意味するアイヌ語「トゥカラ（tukar）」に由来する北海道方言。愛称はゴマちゃんランド。
2022年現在、指定管理者であるオホーツク・ガリンコタワー株式会社が運営している。
施設の運営費については入場料のほかクラウドファンディングの活用、ふるさと納税も充当されている。

## 飼育生物

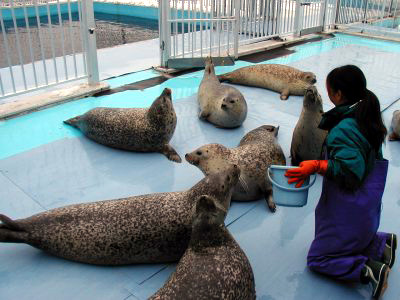
ゴマフアザラシの給餌

ゴマフアザラシを中心にアザラシのみを飼育している。
- ゴマフアザラシ

オホーツクとっかりセンター（以下「とっかりセンター」）で最も多く飼育されているアザラシ。飼育されている個体の他に、怪我をした個体や魚網に絡まって保護された個体が収容される。これらの個体は野生に戻るために治療と訓練を施されたのち、ガリンコ号に乗せて紋別沖の海に返される。
- ワモンアザラシ
- アゴヒゲアザラシ

## 施設
「アザラシランド」「アザラシシーパラダイス」の2施設で構成される形である。

### アザラシランド（アザラシの観察・保護施設）

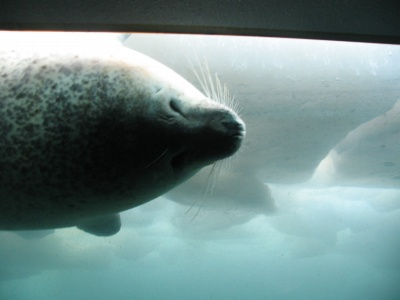
観察プールの窓から見たプールの中のアザラシ。背景の白い物はプール表面に張った氷。

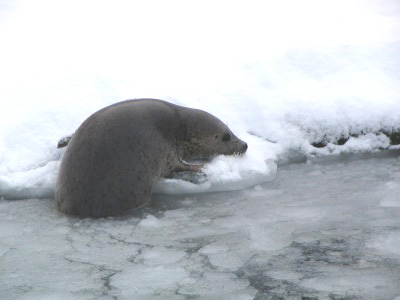
氷の張った冬のプール。

プール
水深3mの屋外プール4つと10個の屋内プールからなる。
- 屋外プール（以下のプールは飼育しているアザラシの状態や保護しているアザラシの数により流動的に使われる場合もある）
  1. リハビリプール…海に帰る予定のアザラシがいる場合、生きた魚を自力でとったり、潜る練習をする。
  2. 治療プール…軽いケガや病気を治療中のアザラシが入る。
  3. 観察プール…プールには3か所の大きな窓がついていて、泳ぐアザラシの姿を見ることができる。
  4. 出産プール…育児のための岩が3か所が設置されている。妊娠したアザラシがいない場合は通常のアザラシが入れられる。

- 10個の屋内プール
  1. アザラシペン…病気のアザラシや保護されたアザラシが収容される。

ふれあい広場
給餌や調教を行う場所。とっかりセンターはショーのための調教ではなく、健康管理に必要な訓練（口の状態を見るために口を開けるといったような）を行っている。
冷凍庫
アザラシの餌である1.5トンくらい（約2週間分）の魚が冷凍されている。とっかりセンターでは主にホッケを与えているが、アザラシの体調や魚の旬に合わせて与える魚も変化する。
休憩室
パンフレット・子供達が書いた絵・保護の様子等の展示物がある。とっかりセンターは屋外展示が中心だが、休憩室は冬季になると暖房が入る。
入館料
大人200円、小人（高校生以下）100円
営業時間
10:00 - 16:00（年中無休）

### アザラシシーパラダイス（アザラシとのふれあい体験施設）
2023年現在、「アグ」（オス、36才）、「日和」（メス、10才）、「キョロ」（メス、11才）の3頭を飼育。いずれもゴマフアザラシ。
簡単な芸を見ることができるほか、給餌体験もできる。
入館料
大人500円、小人（高校生以下）300円
営業時間
10:00 - 16:00（年中無休）

## 歴史
- 1987年（昭和62年）、オホーツク森林公園内にオープン
- 1999年（平成11年）11月9日、ガリヤ地区の現在地に移転
- 2015年（平成27年）9月、新規施設としてアザラシシーパラダイスがオープン